# ABS-4
O ABS-4, (também conhecido por Mobisat, anteriormente denominado de MBSat 1 e ABS-2i) é um satélite de comunicação geoestacionário construído pela Space Systems/Loral (SS/L), ele está localizado na posição orbital de 63,5 graus de longitude leste e foi operado pela Mobile Broadcasting Corporation (MBCO) até 2009, atualmente ele é operado pela Asia Broadcast Satellite. O satélite é baseado na plataforma LS-1300 e sua expectativa de vida útil é de 12 anos.

## Lançamento
O satélite foi lançado com sucesso ao espaço no dia 13 de março de 2004, às 05:40 UTC, por meio de um veículo Atlas-3A, lançado a partir da Estação da Força Aérea de Cabo Canaveral, na Florida, EUA. O mesmo foi lançado pelo Japão e Coreia do Sul para uso conjunto de radiodifusão móvel por satélite. Ele tinha uma massa de lançamento de 4.143 kg.

## Capacidade e cobertura
O ABS-4 é equipado com 16 transponders em banda S e um em banda Ku para prestar serviços de S-DMB para telefones celulares e outros dispositivos portáteis no Japão e na Coreia do Sul. Devido a problemas financeiros as operações de transmissão foram interrompidos pela Mobile Broadcasting Corporation (MBCO) em 31 de março de 2009. O satélite foi comprado pele Asia Broadcast Satellite em 2013, e o renomeou para ABS 2i, para fornecer serviços via satélite para a Ásia, posteriormente o mesmo foi renomeado para ABS-4.